# Karen Karowitsch Karagesjan

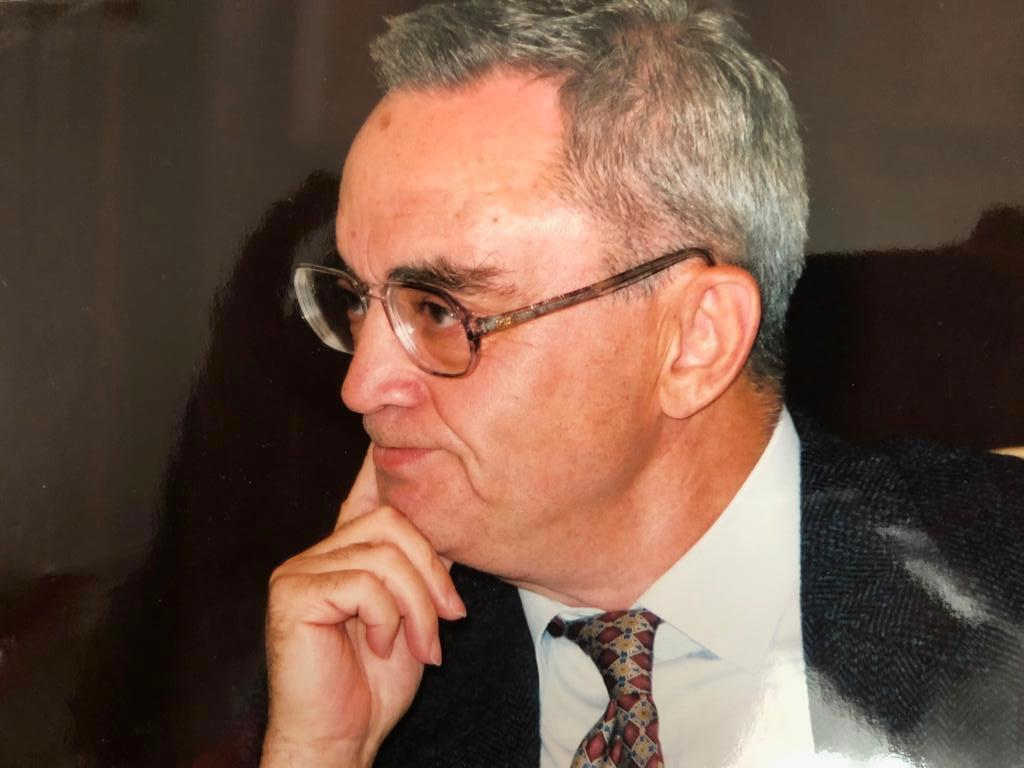
Karen Karagesjan

Karen Karowitsch Karagesjan (russisch Карен Карович Карагезьян, wiss. Transliteration Karen Karovič Karagezʹjan; * 6. Oktober 1935 in Moskau, Sowjetunion; † 25. Februar 2025 ebenda, Russland) war ein sowjetischer bzw. russischer Journalist, Übersetzer und Schriftsteller. Er war Stellvertretender Abteilungsleiter der internationalen Beziehungen und Kontakte mit der Presse der Gorbatschow-Stiftung und Pressesprecher, Berater und Helfer Michail Gorbatschows. Karagesjan gehörte der Journalistenunion der UdSSR an.

## Biografie
Karen Karowitsch Karagesjan wurde am 6. Oktober 1935 in Moskau geboren. Nach dem Abschluss der Mittelschule №557 im Jahr 1953 studierte er an der Übersetzungsfakultät des ersten Moskauer staatlichen pädagogischen Instituts der Fremdsprachen. Das Studium schloss er 1958 in der Lehrer- und Übersetzerfachrichtung der deutschen Sprache ab. Während vier Jahren unterrichtete er an demselben Institut und arbeitete zwei Jahre als beruflicher Übersetzer im Institut der gesellschaftlichen Wissenschaften in Moskau.
Von 1959 bis 1960 absolvierte er ein Austauschstudium an der Heidelberger Universität in der Germanistikabteilung.
1964 wurde er Journalist, später arbeitete er als Redakteur und Kolumnist und war Leiter der Abteilung der europäischen Länder und Redaktionsmitglied der Wochenschrift Im Ausland.
Im Jahre 1977 wechselte er zur politischen Wochenschrift Neue Zeit. Bis 1982 war er als Berichterstatter in der Bundeshauptstadt Bonn tätig. 1982 kehrte er nach Moskau zurück und setzte seine Arbeit für die Neue Zeit als Kolumnist fort.
1983 wurde Karagesjan zur Arbeit in die neugegründete Rubrik der internationalen Information des Zentralkomitees der Kommunistischen Partei der Sowjetunion engagiert und in die ideologische Abteilung aufgenommen. Später wurde er Leiter der ideologischen Abteilung des Zentralkomitees der KPdSU.
Zu Beginn des Jahres 1991 wurde Karagesjan zur Arbeit im Präsidentenpressedienst der UdSSR im Kreml angenommen. Dort war er bis Ende 1991 tätig.
Ab Februar 1992 arbeitete er im Dienst der internationalen Beziehungen und Kontakte mit der Presse der internationalen gesellschaftlichen Stiftung der sozioökonomischen und politologischen Forschungen (Gorbatschow-Stiftung). Er beschäftigte sich mit Stiftungskontakten mit deutschen Partnern und begleitete den Stiftungspräsidenten bei seinen Reisen nach Deutschland.
Er beriet den Vorsitzenden des Komitees der Bürgergesellschaften in Russland und Deutschland «Petersburger Dialog».
2006 war er am Runden Tisch zum Thema „Zerfall der Sowjetunion: Gründe und Folgen“ im Rahmen der «Gorbatschow-Lesungen» beteiligt.
Er ist Verfasser einiger Bücher und zahlreicher Veröffentlichungen in russischen und ausländischen Medien. Im Jahre 2016 gab er gemeinsam mit Wladimir Anatoljewitsch Poljakow das Buch Gorbatschow im Leben heraus.
Im Oktober 2019 war er ein geladener Gast-Experte bei den Dreharbeiten zum Dokumentarfilm Raissas Stern, der Raissa Gorbatschowa gewidmet ist.
Im Februar 2025 starb er im Alter von 89 Jahren.

## Bibliographie
- K. K. Karagezyan: Republik ist 25 Jahre alt. In: Sputnik. 1974, S. 17.
- K. K. Karagezyan: Revanchisme – eine Illusion oder eine reale Drohung. – М.: Presseagentur «Neuigkeiten», 1984.
- K. K. Karagezyan, V. A. Polyakow: Gorbatschow im Leben. – М.: «Die Ganze Welt», 2016, ISBN 978-5-7777-0617-1
- K. K. Karagezyan, V. A. Polyakow: Gorbatschow im Leben. zweite Ausgabe, – М.: «Die Ganze Welt», 2017, ISBN 978-5-7777-0637-9